# Yanshan (köpinghuvudort i Kina, Guizhou Sheng, lat 28,80, long 107,90)
Yanshan (kinesiska: 砚山, 砚山镇) är en köpinghuvudort i Kina. Den ligger i provinsen Guizhou, i den sydvästra delen av landet, omkring 270 kilometer nordost om provinshuvudstaden Guiyang. Antalet invånare är 8 495. Befolkningen består av 4 139 kvinnor och 4 356 män. Barn under 15 år utgör 26,0 %, vuxna 15-64 år 58 %, och äldre över 65 år 14,0 %.